# 佐藤アツヒロ
佐藤 アツヒロ（さとう アツヒロ、1973年〈昭和48年〉8月30日 - ）は、日本の俳優、歌手、タレントであり、男性アイドルグループ・光GENJIの元メンバー。
デビュー当時の芸名は佐藤敦啓。舞台を中心に活動中で、2022年にスケーターユニット「U&S」を結成した。愛称はアッくん。神奈川県出身。STARTO ENTERTAINMENT所属。

## 略歴
1986年にジャニーズ事務所に入所。1987年8月19日、「光GENJI」として「STAR LIGHT」でレコードデビューした。1993年4月22日には、「SAY'S（セイズ）」として「曇りのち晴れ」でCDデビュー。1994年8月31日、光GENJIから大沢樹生・佐藤寛之が脱退し、残りのメンバー5人でユニット名を「光GENJI SUPER 5」へ変更した。同時に「SAY'S」も解散となった。
1995年9月3日に光GENJI SUPER 5が解散した。同年12月21日、ワーナーミュージック・ジャパンにて「RISKY LOVE」でソロCDデビューを果たした。その際の名義は「アツヒロサトウ」で、ソロデビュー時のキャッチフレーズは「歌うしか愛せない」であった。その後、初のソロアルバム「eyes」を発表した。作詞活動も積極的に行い、「YELLOW」「BUTTER CUP, MYRTLE」（この時に、芸名を佐藤敦啓に戻した）、さらには1998年、「BRAND NEW HEART」（ここで、佐藤アツヒロに改名）で、初めてソロシングル曲の作詞を行った。同年10月「クリスマスキス〜イブに逢いましょう」で、連続ドラマに初出演した。
1996年、自らの詩をのせた初写真集「eyes collection」を発表した。これは、人気雑誌連載をまとめ、さらなる海外ロケ作品も含んだものであった。同年、自ら撮影した写真と詩で構成される、初の写真詩集「ALTERNATIVE」を発売した。こちらも雑誌連載をまとめた上で、ロンドンでロケを行い、のちに山野楽器・銀座本店にて写真展も開催（12月10日 - 26日）した。
1997年、「世界ウルルン滞在記」スペシャル回にて、ムエタイ修行の模様が放送された。実際にタイへ1か月弱行き、現地生活をし、最後は試合まで挑み、話題となった。同年、一条ゆかりの人気漫画「砂の城」を原作とした昼ドラにて、連続ドラマで初主演した。
2000年に、鴻上尚史の舞台「ララバイまたは百年の子守唄〜ハッシャバイより〜」にて初舞台を踏み、二作品目「犬夜叉」（いのうえひでのり演出）で初主演を務めた。以降、「七芒星」「髑髏城の七人〜アオドクロ」と、劇団☆新感線の作品に出演を続けた。また、2004年には、鈴木勝秀と「LYNX」で出会い、「MYTH」「HYMNS」等を発表し、主な活動の場を演劇界に移した。2006年、つかこうへい演出の「蒲田行進曲」にも出演するなど、数々の作品に関わっている。
2012年、「PLAYZONE '12 SONG & DANC'N。PART II。」（トラヴィス・ペインが振付・構成）に出演し、ローラースケートを披露した。
2015年、「ナカイの窓」ゴールデンスペシャルにて、約15年振りに地上波バラエティに出演し、変わらぬローラースケートの滑りを披露した。
2018年には「SaGa THE STAGE 〜七英雄の帰還〜」で、演出家デビューした。
2022年、光GENJIの元リーダー・内海光司とユニット「U&S」を結成し、ローラースケートでのアーティスト活動を開始した。
2024年、ソロアーティストとして「Billboard Live First! 〜Yellow Kiss 2024 by BBL〜」を、Billboard YOKOHAMA、Billboard OSAKAにて開催。ソロ時代のロック曲を始めとして、光GENJIの名曲などを生バンドに合わせて披露した。
2025年、WOWOWにて、光GENJIの元メンバーを訪ねるドキュメンタリーシリーズ「7 S.T.A.R.S. ～7つの答え～」（全7回）を企画。1月より放送を開始している。
同年2月、新しい朗読劇の形として”絵本朗読LIVE”を提案。第一弾として「ビロードのうさぎ ～モノクローム～」を演出、出演した。これにて、演出は計4作品となった。

## 人物
- 光GENJIの中では最年少メンバーであった。オーディションを受けることなく、特待生として入所した。
- 光GENJIとしてアイドル活動を行う一方、高校2年生の夏から作詞も始めており、ソロ曲やソロ活動中の持ち歌はほとんどが自作である。
- SMAPの中居正広、木村拓哉とは、歳が近いこともあり、プライベートでも仲が良い（中居とは、同じ藤沢出身である。なお、自身は生後1か月から京都府八幡市に住み、小学校3年生の2学期頃、神奈川県藤沢市へ転居した）。TOKIOの松岡昌宏、KinKi Kidsの堂本剛は、佐藤敦啓に憧れて事務所に入っている。特に堂本剛からは、憧れの先輩としてかなり慕われている。2004年には作詞依頼があり、アルバム『[síː]』に収録された「誰かさん」で楽曲提供した。
- 自らが中心となり、ジャニーズ事務所内の後輩と非公式のプライベートサークルNO BORDERを結成した。サークル名は、当時の日清食品のCMからインスピレーションを得たとされる。メンバーの山口達也、堂本光一、松本潤、滝沢秀明、山下智久、村上信五、生田斗真とは、プライベートでも仲が良く、集まっては食事などをしていた。
- ソロデビュー後のライブで使用する楽器は、ギターとブルースハープが中心であった。
- 演劇を続ける中で、数々の名だたる演出家と出会う。2002年「室温〜夜の音楽〜」では、ケラリーノ・サンドロヴィッチ、2003年「天使は瞳を閉じて」で、初舞台以来、鴻上尚史と再び組み、2004年には「LYNX」で鈴木勝秀と出会い、のちに「MYTH」「HYMNS」を上演。なお、2019年に11年ぶりに「hymns」として再演された。他に、鈴木勝秀演出では「フロスト/ニクソン」「YARNS」などもある。その翌年「いとこ同士」では、坂手洋二（燐光群）とも出会う。2006年に「蒲田行進曲」で、作・演出のつかこうへいと組み、中村屋喜三郎の役を演じた。以来、福島三郎、G2、鈴木裕美、西川信廣、野坂 実、森新太郎、西森英行、一色隆司、藤井清美、ウォーリー木下、田村孝裕、横内謙介などと共に、ジャンルを問わず、様々な作品作りに挑んでいる。
- また、2018年「SaGa THE STAGE 〜七英雄の帰還〜」では初演出、主演も務めた。2021年「楽屋ー流れ去るものはやがてなつかしきー」では、過去の同じ作品の出演経験をいかし、2回目の演出を手がけることになった。さらに、2022年には、原案、構成、演出として関わった初のオリジナル作品「告白」が上演された。
- 2003年 - 2004年の嵐の年越しコンサートで「スーパーバイザー」を務める。また、2012年以降、ローラースケートの練習を続けており、度々テレビ番組などで披露している[8][9][10]。最近では、NHK BSプレミアム「ザ少年倶楽部」で、HiHi Jetsとの共演を始めとして、後輩グループにローラースケートのパフォーマンスを継承している。
- 2022年、佐藤アツヒロ official Instagramを開設。元来のカメラ好きが高じ、独自の世界観で投稿を続けている。2023年現在では、SONYの一眼ミラーレスカメラ「VLOGCAM ZV-E10」を愛用し、その腕前も披露している。
- 近年、新たな舞台の可能性を探ることにも着手。2024年、「Positive Experience And Cherished Emotions」の想いを込めた「P.E.A.C.E.企画」を立ち上げ、第一弾として、2025年2月に”絵本朗読LIVE"「ビロードのうさぎ ～モノクローム～」を上演した[11]。
- 30年の時を経て、光GENJIの元メンバーを実際に訪ねていくドキュメンタリー「7 S.T.A.R.S.～7つの答え～」（全7回、1月5日よりWOWOWにて放送中）を企画。「当時、俺以外のメンバーが一体何を思ってどういう時間を過ごしていたのか聞いてみたかったりするんです。光GENJIのメンバー同士、この年齢になった今だから話したいことや話せることがたくさんある気がするんです」と、インタビューでは語っている[6]。

## 作品
個人での作品のみ記載。グループでの作品は光GENJI#ディスコグラフィを参照。

### シングル
| ＃ | 発売日         | タイトル        | カップリング | 名義           |
| -- | -------------- | --------------- | ------------ | -------------- |
| 1  | 1995年12月21日 | RISKY LOVE      | Jumping out  | アツヒロサトウ |
| 2  | 1998年6月25日  | BRAND NEW HEART | Angel        | 佐藤アツヒロ   |

### アルバム
| ＃ | 発売日         | タイトル           | 名義           | 規格品番  |
| -- | -------------- | ------------------ | -------------- | --------- |
| 1  | 1996年1月25日  | eyes               | アツヒロサトウ | WPC6-8181 |
| 2  | 1996年8月25日  | YELLOW             | 佐藤敦啓       | WPC6-8233 |
| 3  | 1996年12月11日 | BUTTER CUP, MYRTLE | 佐藤敦啓       | WPC6-8253 |

### 参加アルバム
- 「PLAYZONE 2002 愛史」（2002年）[12]
- 「PLAYZONE 2006 Change」（2006年）[13]
- 「PLAYZONE 2007 Change2Chance -第１幕- オリジナル・サウンドトラック」（2007年）[14]
- 「PLAYZONE '12SONG & DANC'N。PARTIIオリジナル・サウンドトラック」（2012年）

### 映像作品
- 「FIRST SOLO CONCERT 1994 佐藤敦啓」佐藤敦啓（DVD、VHS）（1994年6月16日）
- 「佐藤敦啓 地球人の瞬き」佐藤敦啓（DVD、VHS）（1995年4月25日）
- 「アツヒロ サトウ Love Eyes 〜Eyes Tour '95-'96〜」/アツヒロ サトウ（DVD、VHS）（1996年3月25日）
- 「ジャニーズ・ファンタジーKYO TO KYO'97 夏公演（VHS）（1998年1月1日）
- 「atshiro a film future passed」（VHS）（1998年4月25日）
- 「SHONENTAI PLAYZONE 2002-愛史」（DVD）（2002年10月23日）
- 「犬夜叉」（DVD）（2002年11月21日）
- 「Never Ending Spirit1997-2003」/J-FRIENDS（DVD、VHS）（2003年4月9日）
- 「七芒星」（DVD）（2003年9月20日）
- 「ミュージカル・天使は瞳を閉じて」（DVD）（2004年3月18日）
- 「SHONENTAI PLAYZONE 2005-20th Anniversary- TwentyYears…そしてまだ見ぬ未来へ」（DVD）（2005年10月29日）
- 「髑髏城の七人〜アオドクロ」（DVD）（2005年9月8日）
- 「ドクロBOX」（DVD）（2005年7月28日）
- 「SHONENTAI PLAYZONE 2006『Change』」（DVD）（2006年）
- 「地獄八景・・浮世百景」（DVD）（2007年）
- 「SHONENTAI PLAYZONE 2007『Change2Chance』」（DVD）（2007年発売中止、2020年12月12日『少年隊35th Anniversary PLAYZONE BOX 1986-2008』の一部として発売[15]）
- 「愛と青春の宝塚　スペシャルDVD-BOX」（3枚組）（DVD）（2009年2月11日）
- 「さくら色　オカンの嫁入り」（DVD）（2010年）
- 「PLAYZONE '12SONG & DANC'N。PARTII」（DVD）（2012年）
- 「剣豪将軍義輝〜星を継ぎし者たちへ〜」（特典映像付DVD）（2017年）
- 30-DELUX SQUARE ENIX Special Theater「ロマンシング サガ THE STAGE 〜ロアーヌが燃える日〜」（DVD）（2017年）
- 「SaGa THE STAGE 〜七英雄の帰還〜」（DVD）（2019年）
- 「楽屋」(DVD)（2020年）
- 「YARNS」九劇版（DVD)（2021年）
- 「YARNS」梅田芸術劇場版（DVD)（2021年）
- 「プラネタリウムのふたご」（Blu-ray）（2021年）
- 「シンデレラストーリー」（Blu-ray）（2022年）

### 楽曲提供
- 堂本剛「誰かさん」（2004年） - 作詞（堂本剛と共作）

## 出演
個人での出演のみ記載。グループでの出演は光GENJI#主な出演作品、U&S#出演を参照。

### テレビドラマ
- 若さま侍捕物帖 陰謀渦巻く江戸城大奥の秘密 （1991年1月2日、テレビ朝日）
- 非行少年たち （1992年10月15日、日本テレビ） - 古賀勇次郎 役
- 映画みたいな恋したい「トップガン」（1992年12月19日、テレビ東京）
- ハートにS（フジテレビ）
  - 第20回「フレンチ・ブルー」（1995年8月28日）
  - 第21回「マンスリースペシャル 夏のファンタスム」（1995年9月4日）
- クリスマスキス〜イブに逢いましょう （1995年10月14日 - 12月23日、テレビ東京、初の懸賞付きドラマ） - 主演・榊原雄二 役
- 木曜の怪談「シンデレラの靴」（1995年12月7日、フジテレビ）
- 砂の城 （1997年6月30日 - 10月3日、東海テレビ） - 主演・磐城比羅夫 ／ 磐城杉彦 役（二役）(2023年1月よりBS松竹東急で再放送)[16]
- 金曜エンタテイメント 「おふくろに捧げる歌」（1998年6月5日、フジテレビ）
- P.A. プライベートアクトレス　第5話（1998年11月14日、日本テレビ） - 完治 役
- 土曜ワイド劇場「警視庁・女性捜査班」（1999年1月30日、テレビ朝日） - 岡野淳 役
- はぐれ刑事純情派第15シリーズ　第1話（2002年4月3日、テレビ朝日） - 芳野章吾 役
- 女と愛とミステリー「駅に佇つ人」（2002年7月24日、テレビ東京、BSジャパン） - 市原保夫 役
- 土曜ワイド劇場「お祭り弁護士・澤田吾朗3 青森ねぶた祭〜徳島阿波おどり、日本縦断二大祭り1600キロを結ぶ連続殺人!」（2002年8月31日、テレビ朝日） - 三枝眞二 役
- 劇団演技者。第16回公演作品「ナーバスな虫々」（2006年2月15日 - 3月8日、フジテレビ） - 主演・（座長）積田理科夫 役
- はぐれ刑事純情派最終回スペシャル（2009年12月26日、テレビ朝日） - 北原誠司 役
- 月曜ゴールデン「税務調査官・窓際太郎の事件簿29」（2015年7月20日、TBS） - 真島良介 役
- 鼠、江戸を疾る2　第5話（2016年5月12日、NHK） - 浩次 役
- 早子先生、結婚するって本当ですか?　第4話（2016年5月12日、フジテレビ） - 伊東慶太 役[17]
- 特命刑事 カクホの女　第1話・最終話（2018年1月19日、3月9日、テレビ東京） ‐ 飯田竜司 役
- 執事 西園寺の名推理2　第3話（2019年5月10日、テレビ東京） ‐ 桜井一也 役
- 文豪少年!〜ジャニーズJr.で名作を読み解いた〜　第8話（2021年5月9日、WOWOW） - 溝口 役
- バリューの真実　番組内ドラマ「たいせつを探して」（2022年11月29日 - 12月27日、Eテレ）‐ 夏樹の父 役

### その他のテレビ番組
※ソロでの出演のみ
- キスした?SMAP（朝日放送）
- 世界ウルルン滞在記SP（1997年、TBS）
- ザ少年倶楽部（NHK）
- 快傑えみちゃんねる（2013年10月25日、関西テレビ）
- ナカイの窓ゴールデンスペシャル（2015年9月30日、日本テレビ）
- ノンストップ!（2016年5月12日、フジテレビ）
- プレバト!!2時間スペシャル（2016年7月7日、TBS）
- ビックラコイタ箱（2016年7月28日・8月4日、日本テレビ）
- ABChanZoo（2016年9月3日・9月10日・2019年8月17日・2022年3月26日、テレビ東京）
- 中居正広のミになる図書館(2016年9月6日、テレビ朝日)
- この差って何ですか?（2016年9月11日・2020年8月11日、TBS）
- KinKi Kidsのブンブブーン（2019年8月3日、フジテレビ）
- ダウンタウンDX（日本テレビ）
  - 2021年4月1日、「春の2時間スペシャル」
  - 2024年6月20日[18]
- 有吉の壁2時間SP（2021年6月9日、日本テレビ）※歌唱出演、内海光司と共演
- 千鳥のクセがスゴいネタGP超豪華クセキャラ大集結3時間SP（2021年7月8日、フジテレビ）※内海光司と共演
- 潜在能力テスト（2021年8月31日・2021年11月30日、フジテレビ）
- こんなところでキャンパーズ!（2022年3月30日 - 、BS松竹東急）※内海光司と共演
- 7 S.T.A.R.S. 〜7つの答え〜 佐藤アツヒロが繋ぐ光GENJIの現在（2025年1月5日 - 、WOWOW、全7回）[19][20]
- 相席食堂（2025年5月20日、埼玉県加須市）

### CM
- 「STAR LIGHT EXPRESS」スポットCM「レッスン編」「スター誕生編」（1987年7月） - 光GENJIのメンバーとして出演
- 西武園ゆうえんち（1988年） - 同上
- 森永乳業 - 同上
  - クリスピーナ（1988年）
  - ワンショット（1988年）
- 大塚食品「マイクロマジックポテト」（1988年） - 同上
- 不二家「アメリカンバー」（1988年）- 同上
- ゼネラル石油（1988年）- 同上
- 松下電器産業（現：パナソニック）「ナショナルエアコン・エオリア」（1992年） - 同上

### 映画
- ふ・し・ぎ・なBABY （1988年12月18日公開、東宝）
- ゲキ×シネ ツアー2005「髑髏城の七人」映画館上映（2005年）
- ゲキ×シネ ツアー2007「髑髏城の七人」映画館上映（2007年）
- ゲキ×シネ ツアー2008「髑髏城の七人」映画館上映（2008年）春/秋上映
- ゲキ×シネ ツアー2009「髑髏城の七人」映画館上映（2009年）春/秋上映
- ゲキ×シネ ツアー2010「髑髏城の七人」映画館上映（2010年）
- ゲキ×シネ ツアー2011「髑髏城の七人」映画館上映（2011年）

### 書籍
- 少年（1991年2月27日、集英社） - 光GENJI全集第7巻
- 写真集「eyes collection」Atsuhiro Satoh '90-'96（1996年8月20日、学研プラス）
- 写真集「ALTERNATIVE」（1996年12月25日、ワニブックス）
- LOOK at STAR! 「HOST☆MAN」（学習研究社）

### ラジオ
- GENJI GENKI爆発（1987年10月 - 1991年4月、ニッポン放送 ）※当初の仮タイトルは『GENJI爆発百点満点』
- ホントにホンキでホンネさ（1995年12月15日 - 1996年3月31日、MBSラジオ） - レギュラー出演[21]
- CLUB EYES（1996年4月1日 - 1998年3月、FM愛知）[22]
- J-KIDS SQUARE（1998年4月 - 1999年3月、bay fm）[23]
- 小塚アナの褒めタイム! (2020年8月25日、ラジオNIKKEI第一） - ゲスト出演
- 内海光司と佐藤アツヒロのオールナイトニッポンPremium（2021年6月19日、ニッポン放送）
- ※スペシャルパーソナリティとして松岡昌宏の彩り埼先端（2022年9月18日、NACK5)  - ゲスト出演
- 劇ナビ!（2024年2月14日、エフエム世田谷） - ゲスト出演

### 舞台
2000年
- ララバイまたは百年の子守唄〜「ハッシャバイ」より〜 - 平井純 役（舞台初出演）
- 劇団☆新感線　犬夜叉 - 犬夜叉 役（初主演/初演）
- フランス演劇クレアシオン〜仕上がりのよい手紙〜‐彼 役（主演）
- 恋の第九交響曲‐久三郎 役

2001年
- 劇団☆新感線　犬夜叉  ※再演 - 犬夜叉 役（主演）
- デジャ・ヴュ'01〜伊集院警部補の憂鬱 - 伊集院警部補 役（主演）
- 室温〜夜の音楽〜‐青年・間宮将樹 役（主演）
- 質屋の女房〜麻布陽だまり愛の町〜 - 森田洋介 役

2002年
- ありがとうサボテン先生 - 宮崎先生 役
- 少年隊PLAYZONE 2002 愛史 - チラノ 役
- 月影十番勝負第7番〜愛の嵐〜-城 直人 役
- 劇団☆新感線　七芒星 - 輪剣 役（主演）

2003年
- 夜叉ヶ池 -萩原晃（鐘楼守）役（主演）
- ボーイング・ボーイング - ロベール 役
- ミュージカル天使は瞳を閉じて - ユタカ 役（主演）

2004年
- エドガーさんは行方不明‐エドガー・ホリスター/エーベル・ハワード 役（主演）
- LYNX -リンクス - オガワオサム 役（主演）
- 少年隊PLAYZONE 2004 WEST SIDE STORY - チノ 役
- 劇団☆新感線　髑髏城の七人〜アオドクロ - こぶしの忠馬 役
- TAPE - ヴィンス役（主演）

2005年
- いとこ同士- 彼 役（主演）
- 少年隊PLAYZONE 2005 -20th Anniversary-
- Team ARAGOTO〜Strong Play of The World〜Vol.1エビ大王‐末将勝 役

2006年
- MYTH - ミス - 息子＝タロウ 役（主演）
- 少年隊PLAYZONE 2006 Change
- 蒲田行進曲〜城崎非情編〜 - 中村屋 役
- 「@The Globe Project Vol.2」 『巨大宇宙人何もせず帰る』『俺たちに明日は‥‥あってほしい』

2007年
- 地獄八景‥浮世百景‐ 若旦那 役（主演）
- 少年隊PLAYZONE 2007 Change2Chance

2008年
- プーシリーズEpisodeI アマツカゼ 〜天つ風〜 - 不動 役
- HYMNS -ヒムス- オガワ 役（主演）
- 愛と青春の宝塚〜恋よりも生命よりも〜 - オサム 役[24]

2009年
- 静かじゃない大地‐坂崎 役（主演）
- フロスト/ニクソン -ジム・レストン 役

2010年
- さくら色 オカンの嫁入り - 服部研二 役（初演/主演）

2011年
- The Globe Tokyo Produce『TRAVELING』‐ 優治 役（主演）
- 30-DELUX The Ninth Live『デスティニー』‐ テムジン 役（主演）
- ジンギスカン 〜わが剣、熱砂を染めよ〜- ジャムカ 役

2012年
- PLAYZONE'12 SONG & DANC'N。PARTII。
- 『ハーベスト』―神が田園を創り、ひとが町をつくった―ハリソン家、百年の物語 - ステファン 役 / ブルー 役

2013年
- さくら色 オカンの嫁入り ※再演 - 服部研二 役（主演）
- 30-DELUX The Remake Theater『デスティニー』※再演（主演）

2014年
- 30-DELUX Special Theater『マホロバ』 - イコマ 役

2015年
- さくら色 オカンの嫁入り ※再々演 - 服部研二 役（主演）

2016年
- 30-DELUX Dynamic Arrangement Theater『新版 国性爺合戦』 - 和藤内（ワトウナイ）役（主演）[25]

2017年
- さくら色 オカンの嫁入り ※4度目の上演 - 服部研二 役[26]（主演）
- 30-DELUX SQUARE ENIX Special Theater「ロマンシング サガ THE STAGE 〜ロアーヌが燃える日〜」- シャール 役[27]
- 『剣豪将軍義輝〜星を継ぎし者たちへ〜』 - 松永弾正久秀 役

2018年
- 人形の家 - ヘルメル 役[28]
- SaGa THE STAGE 〜七英雄の帰還〜 -ノエル 役（初演出/主演）

2019年
- hymns ※再演 - オガワ 役（主演）
- ブラック or ホワイト？ あなたの上司、訴えます！  - 一尺八寸倫太郎 役（主演）

2020年
- 『楽屋-流れ去るものはやがてなつかしき-』 - 女優B 役
- YARNS - スガヌマ 役（主演）

2021年
- 音楽劇『プラネタリウムのふたご』 - 泣き男 役
- 『楽屋-流れ去るものはやがてなつかしき-』 ※再演 - 女優B 役
- ABC座 ジャニーズ伝説2021 at IMPERIAL THEATRE - バリー・デヴォーゾン 役[29]

2022年
- 『行先不明』 - 佐々雅晴 役（主演）
- ミュージカル『シンデレラストーリー』 - 継母・ベラドンナ 役
- ABC座 10th Anniversary ジャニーズ伝説2022 at IMPERIAL THEATRE - バリー・デヴォーゾン 役

2023年
- 『二次会のひとたち』 - 遠山信夫 役[30]
- 隠し砦の三悪人 - 山名竹膳 役[31]

2024年
- SaGa THE STAGE〜再生の絆〜 - ノエル 役[32]
- ブラックジャックによろしく[33]
- アテルイ - ⼤伴弟⿇呂 役[34]

2025年
- 絵本朗読LIVE『ビロードのうさぎ ～モノクローム～』（演出、医者役）[7]
- 30-DELUX Special Theater 2025『デスティニー -アドラメレクの鏡-』 - ジン 役（主演）[35]
- 絵本朗読LIVE『ビロードのうさぎ〜ペールトーン〜』[36]
- 松竹創業130周年『スイートホーム ビターホーム』 - 山田 役[37]

## 演出家
数々の舞台に携わる中、2018年「SaGa THE STAGE 〜七英雄の帰還〜」では主演の他、初めて演出も手掛けた。2021年「楽屋ー流れ去るものはやがてなつかしきー」で2回目の演出。2022年には、演出の他、原案、構成と一から作品作りを行った、初のオリジナル作品「告白」が上演された。2025年、4作品目となる「ビロードのうさぎ ～モノクローム～」にて、朗読劇の新しい形として”絵本朗読LIVE”を企画。演出、出演を果たした。

## イベント・コンサート
1994年
- ファーストソロコンサート（中野サンプラザ）
- ソロコンサート「無力な僕の小さな抵抗」
- ソロコンサート「地球人の瞬き」全国3ヶ所

1995年
- 「God Morning」
- 「CONCERT TOUR'96 START」全国9ヶ所18公演

1996年
- アツヒロサトウ'96春のコンサートツアー「EYES“ANOTHER”」全国8ヶ所16公演
- アツヒロサトウ'96夏のコンサートツアー「YELLOW」全国3ヶ所11公演
- 写真展開催（銀座山野楽器にて）
- 「1996-1997 WINTER CONCERT -Butter Cup Myrtle-」全国3ヶ所10公演

1997年
- 夏のコンサートツアー「HANDSOME SUMMER」全国3ヶ所7公演
- ジャニーズファンタジー「KYO TO KYO」公演
- 冬のコンサートツアー「LOVE SPACE」6公演

1998年
- 東京宝塚劇場コンサート
- ジャニーズ祭り in 東京宝塚劇場フィナーレ
- 山本&アツヒロ ジョイントDinner Show（東京全日空ホテル＆大阪帝国ホテル）

1999年
- 山本&アツヒロ ジョイントDinner Show（東京全日空ホテル＆大阪帝国ホテル）

2000年
- 山本&アツヒロ ジョイントDinner Show（東京全日空ホテル＆大阪帝国ホテル）

2001年
- 佐藤アツヒロDinner Show（東京全日空ホテル＆大阪帝国ホテル）

2003年
- ジャニーズカウントダウンライブ

2004年
- ジャニーズカウントダウンライブ

2005年
- ジャニーズカウントダウンライブ

2008年
- A2新感覚（シークレットライブ）

2010年
- ジャニーズカウントダウンライブ

2011年
- ジャニーズカウントダウンライブ

2012年
- 佐藤アツヒロ 25周年記念 お久しぶりですね、お茶しましょ。（ANAインターコンチネンタルホテル東京 プロミネンスIII）
- 佐藤アツヒロ 祝25周年＆Atsuhiro Birthday Party（東京 ホテルニューオータニ 鶴の間）

2014年
- 「マホロバ」製作発表（日比谷シアタークリエ）
- 佐藤アツヒロ Atsuhiro Birthday ハッピーイベント2014（恵比寿 ザ・ガーデンルーム）

2015年
- 佐藤アツヒロ Atsuhiro Birthday ハッピーイベント2015（恵比寿 ザ・ガーデンルーム）
- ジャニーズカウントダウンライブ

2016年
- 佐藤アツヒロ Atsuhiro Birthday ハッピーイベント2016〜Thank you 42 Hello…I Love You 43〜（恵比寿 ザ・ガーデンルーム）
- ジャニーズカウントダウンライブ

2017年
- Atsuhiro presents 30th Anniversary Party〜Cool Summer〜（ニューピアホール竹芝）

2018年
- Atsuhiro X'mas Event 2018 White Dreaming with YOU（東京 ニューピアホール竹芝＆大阪 ハービスホール）

2019年
- Atsuhiro X'mas Event 2019 Love Song for you（東京 ニューピアホール竹芝＆大阪 堂島リバーフォーラム）

2020年
- Atsuhiro Birthday Event 2020 #havefun（大阪 堂島リバーフォーラム＆東京 品川インターシティホール）
- KOHJI×aTsuHiRo Happy Christmas　EVENT 2020〜イヴの夜からはじめよう〜（大阪 堂島リバーフォーラム＆東京 ニューピアホール竹芝）※内海光司とジョイント

2021年
- Summer Event Yellow_Kiss Atsuhiro Birthday 2021（大阪 松下IMPホール＆東京 ニューピアホール竹芝）
- KOHJI×aTsuHiRo Christmas EVENT 2021〜ときをこえたフェスティバル〜（大阪 松下IMPホール）※内海光司とジョイント

2022年
- U&S UpdateS LOVE TOUR 2022-23 パーティーの巻（Halloween /10月31日 東京 ニューピアホール）
- U&S UpdateS LOVE TOUR 2022-23 トークの巻（11月11日 京都 京都教育文化センター、11月12日 広島ゲバントホール）
- U&S UpdateS LOVE TOUR 2022-23 パーティーの巻（Christmas /12月24日＆25日 大阪 堂島リバーフォーラム ※25日は2回公演）

2023年
- U&S UpdateS LOVE TOUR 2022-23 パーティーの巻（NewYear /1月8日&9日 東京 恵比寿ザ・ガーデンホール ※両日2回公演）
- U&S UpdateS LOVE TOUR 2022-23 トークの巻（1月13日 神奈川 横浜ランドマークホール ※2回公演、1月21日 福岡 スカラエスパシオ、1月22日 愛知 ダイアモンドホール）
- Summer Event Yellow Kiss Atsuhiro Birthday 2023〜ひと夏ひと夜〜（ニューピアホール竹芝）

2024年
- Summer Event Yellow Kiss Atsuhiro Birthday 2024（大阪 松下IMPホール＆東京 ニューピアホール竹芝）
- ATSUHIRO Live First ! 〜Yellow Kiss 2024 by BBL〜（Billboard Live YOKOHAMA、Billboard Live OSAKA）